# José Félix Ribas (Pedraza)
Pour les articles homonymes, voir Ribas.
José Félix Ribas est l'une des quatre paroisses civiles de la municipalité de Pedraza dans l'État de Barinas au Venezuela. Sa capitale est Curbatí. En 2018, sa population s'élève à 8 542 habitants.

## Géographie

### Hydrographie
La paroisse est limitée à l'est par le río Pagüey et traversé par l'un de ses affluents, le río Curbatí.

### Démographie
Hormis sa capitale Curbatí, la paroisse civile possède plusieurs localités, dont :
- Curbatí
- El Agarrobo
- El Anime
- El Raizón
- Los Urumales
- Pozo Negro
- Tampaquito